# Колібрі-барвограй червоногорлий
Колі́брі-барвограй червоногорлий (Metallura eupogon) — вид серпокрильцеподібних птахів родини колібрієвих (Trochilidae). Ендемік Перу.

## Опис
Довжина птаха становить 11 см, вага 5 г. У самців забарвлення переважно жовтувато-оливково-зелене з бронзовим відблиском. На горлі вузька блискуча оранжева пляма. Хвіст блакитний, блискучий, з зеленим відтінком зверху і з жовто-зеленим відтінком знизу. Дзьоб середньої довжини, прямий, чорний. У самиць пляма на горлі менш виражена, крайні стернові пера мають білі кінчики. Забарвлення молодих птахів подібне до забарвлення самиць.

## Поширення й екологія
Червоногорлі колібрі-барвограї мешкають на східних схилах Центрального хребта Перуанських Анд, від річки Уайяґа в Уануко до річки Тамбо в Куско. Вони живуть на узліссях карликових лісів та на високогірних луках парамо, на висоті від 2900 до 4000 м над рівнем моря, переважно на висоті понад 3500 м над рівнем моря. Живляться нектаром квітів, зокрема Brachyotum ledifolium, а також дрібними комахами, яких ловлять у польоті. Самці захищають кормові території. Гніздування відбувається в червні-липні.